# Winchester, Wyoming
Winchester, tidigare även känt som Chatham, är en ort i Washakie County i centrala delen av den amerikanska delstaten Wyoming. Orten är belägen vid U.S. Route 20 omkring 25 kilometer sydväst om countyts huvudort Worland, vid Bighorn River. Befolkningen uppgick till 60 personer vid 2000 års federala folkräkning, då orten klassades som census-designated place.

## Historia
Platsen uppkallades ursprungligen efter ranchägaren och postmästaren R. S. Winchester. När järnvägen uppförde en mindre station här, gav dock Winchester inte sitt tillstånd till järnvägen att uppkalla stationen efter honom, och stationen kallades därför Chatham.